# قواعد بيانات ترموديناميكية للمواد النقية
قواعد بياناتو ترموديناميكية للمواد النقية  في الكيمياء (بالإنجليزية: Thermodynamic database for pure substances) هي قائمة تحتوي على خواص الحركة الحرارية للمواد، وأهمها الإنثالبي والإنتروبيا وطاقة جيبس الحرة. والقائمة تجمع قيم تلك الخواص الترموديناميكية في هيئة جداول أو يمكن حسابها من معادلات الحركة الحرارية لنظام. تعطى البيانات الموجودة في القائمة بالنسبة لواحد مول من المادة في الظروف القياسية لدرجة الحرارة والضغط، حيث يكون الضغط القياسي هو الضغط الجوي (101.325 كيلو باسكال أو 1 بار). تهتم القائمة أيضا بإعطاء اعتماد تلك الخواص على درجة الحرارة.

## بيانات ترموديناميكية
تعطي البيانات الترموديناميكية عادة في جداول بالنسبة إلى 1 مول من المادة (أو أحيانا في حالة البخار فتعطى بالنسبة لواحد كيلوجرام من البخار).
وتعتمد قيم الدالات على طور المادة ولذلك فهي تعرف عن لزوم ذلك. وبالنسبة للاستخدامت في الترموديناميكا نعتبر طور المادة في الظروف القياسية لدرجة الحرارة والضغط.
وأحيانا تعطي البيانات في حالة تسمي «حالة قياسية عادية» وهي تعطي أكثر أطوار المادة استقرارا عند درجة حرارة معينة وتحت 1 ضغط جوي، ولا بد من ذكر ذلك عند استخدامها.
وتعرف دوال الترموديناميكا في «الحالة القياسية العادية» وعندئذ يضاف إليها الرمز ° للتعريف بها. كما تصف معادلة الحالة العلاقة بين بعض الخواص الفيزيائية والخواص الترموديناميكية.

## إنثالبي والحرارة الداخلية والسعة الحرارية
يصعب قياس الكمية المطلقة لأي خاصية ترموديناميكية تتعلق بالطاقة الداخلية (مثل الإنثالبي بسبب أن الطاقة الداخلية تأخذ صورا عديدة، وكل منها يتغير بدرجة الحرارة بطريقته، وتأتي أهميتها في التفاعلات الترموديناميكية ومنها التفاعلات الكيميائية. عندئذ نأخذ التغير في مثل تلك الدالات ونتفادى بذلك مشكلة التعمق في تعيين قدرها المطلق. ويسمى تغير الإنثالبي H تحت ثبات الضغط عندما تكون درجة الحرارة أعلى من 25 درجة مئوية يسمى «المحتوى الحراري في درجة الحرارة العالية» أو «الإنثالبي النسبي في درجة الحرارة العالية» أو ببساطة «المحتوى الحراري».
وقد تختلف بعض قواعد البيانات فتسمي المحتوى الحراري، مثلا HT-H298, أو H°-H°298, أو H°T-H°298 أو H°-H°(Tr), حيث تعني Tr درجة الحرارة المرجعية، وهي في العادة 298.15 كلفن. وكل تلك التسميات تؤول إلى المحتوى الحراري لكمية 1 مول من المادة.
البيانات بالنسبة للغازات تفترض حالة غاز مثالي عند الضغط القياسي. وطبقا ل النظام الدولي للوحدات فوحدة لالإنثالبي هي جول/مول وتكون له إشارة موجبة فوق درجة الحرارة القياسية. وقد قام الكيميائيون بقياس المحتوى الحرارة لجميع المواد المعروفة تقريبا ودونوه في جداول مع اعتبار تغير درجة الحرارة. ولا يعتمد المحتوى الحراري لغاز مثالي على الضغط أو الحجم، ولكن المحتوى الحراري للغازات الحقيقية فهي تتغير بالضغط. ولهذا يلزم تعريف حالة الغاز، هل هو مثالي أم حقيقي، وكذلك تعريف الضغط.
كما يجب ملاحظة أن قواعد البيانات الترموديناميكية للبخار تنتسب دائما إلى درجة حرارة 273.15 كلفن أو 0 درجة مئوية.
والسعة الحرارية ورمزها C فهي تمثل نسبة الحرارة المضافة لرفع درجة حرارة كمية معينة من المادة (1 جرام، أو 1 كيلوجرام، أو 1 مول) درجة واحدة. وبافتراض إضافة حرارة قليلة في عملية متساوية الضغط يكون:
فتكون Cp هي ميل منحنى تغير المحتوى الحراري مع تغير درجة الحرارة عند ثبات الضغط. وهي المشتقة التفاضلية لمعادلة المحتوى الحراري بالنسبة إلى تغير بسيط في درجة الحرارة. وحدة السعة الحرارية هي جوللكل مول لكل كلفن (جول/مول/كلفن).
تها هي ب

### تغير الإنثالبي عند تحول الطور
عندما نقوم بتسخين مادة متكثقة سواء كانت صلبة أو سائلة ترتفع درجة حرارتها حتى تصل إلى درجة يتغير فيها طورها، فإذا كانت مادة صلبة فهي تنصهر وتتتحول إلى الطور السائل، وإذا كانت سائلا فهي ابخر وتتحول إلى الطور الغازي. وأثناء تحول طوري نجد أن درجة حرارة المادة لا تتغير بل تبقى ثابتة. وبعد تحول الطور كاملا تبدأ درجة حرارة المادة في الارتفاع مع استمرار التسخين. وما يحدث أثناء تحول الطور هو تغير الإنثالبي عند درجة حرارة متساوية. ونرمز لتغير الإنثالبي الناتج عن تحول الطور بالرمز ΔH ، وتوجد أربعة أنواع لتغير الإنثالبي مصاحبة لتحول الطور:
- إنثالبي التحول  ، وهو تغير الطور من حالة صلبة إلى حالة أخرى، مثل تحول الحديد من نظام بلوري مكعب مركزي الجسم(α-Fe (bcc ferrite إلى مكعب مركزي الوجه ({\displaystyle \gamma }-Fe (fcc austenite. ونرمز لهذا التحول بالرمز ΔHtr ، أختصارا من transition.

- إنثالبي الانصهار، وهو تغير حالة المادة من الحالة الصلبة إلى الحالة السائلة، ويرمز له بالرمز Hm ، اختصارا من melting.

- إنثالبي التبخر، وهو تحول المادة من سائل غلى بخار، ويرمز له بالرمز ΔHv ، اختصارا من vapor.

- انثالبي التسامي. وهو تحول المادة الصلبة مباشرة إلى بخار ويرمز لها بالرمز ΔHs ، اختصارا من sublimation.

تصل الحرارة النوعية
Cp إل نهاية عظمى أثناء تحول الطور بسبب تغير الإنثالبي عند درجة حرارة ثابتة. وعند درجة حرارة كوري تـُظهر Cp اختلالا في المنحني في حين يتغير ميل الإنثالبي.
تعطى قيم ΔH للتحول عادة عند «الحالة القياسية العادية» لدرجة حرارة التحول بين طورين، ويضاف إلى رمزها في تلك الحالة الرمز °.
نجد أن تغير الإنثالبي ΔH عند تحول الطور يكون معتمدا اعتمادا ضعيف على درجة الحرارة. وفي بعض الكتب نجد التسمية «الحرارة الكامنة للانصهار» والمقصود بها هي «حرارة تحول الطور».

### تغير الإنثالبي خلال التفاعل الكيميائي
يتغير الإنثالبي خلال التفاعل الكيميائي. ونرمز لتغير الإنثالبي الخاص بتكوين مركب كيميائي من عناصره الأولية بالرمز ΔHform اختصار لكلمة formation ، ويعتمد هذا التغير في الإنثالبي على درجة الحرارة اعتمادا ضعيفا.
تعطي قيم ΔHform عادة باعتبار وجود العناصر والمركبات في «حالتها القياسية العادية»، ونسميها عندئذ «الحرارة القياسية للتكوين» ونضيف إليها الرمز ° كالعادة.
ويظهر تغير إنثالبي التكوين ΔH°form اختلالا عند درجات تحول طور المواد الداخلة في التفاعل أو تحول طور المركبات الناتجة من التفاعل. ونرمز لتغير الإنثالبي الخاص بتفاعل كيميائي بالرمز
ΔH°rx.

### الإنتروبيا وطاقة جيبس الحرة
تعتبر إنتروبيا نظام ترموديناميكي من الكميات التي لا يمكن قياسها بسهولة. ولكن يمكن التغلب على ذلك عن طريق التوليف بين الطرق العملية والطرق النظرية الحسابية، فنحصل على قيم للإنتروبيا قريبة من الحقيقة. فعند درجة حرارة منخفضة يبين لنا نموذج ديباي أن السعة الحرارية الذرية
Cv للمواد الصلبة تتناسب مع مكعب درجة الحرارة T3, وأنها تصل إلى الصفر عند صفر مطلق وذلك للبلورة المنتظمة الخالية من أي عيب. ونقيس السعة الحرارية عمليا واعتمادها على درجة الحرارة حتى إلى درجات حرارة منخفضة جدا.
تعطي منحنيات بيانية قيم الحرارة النوعية Cp/T واعتمادها على درجة الحرارة T للمواد عندما تكون في نفس الطور. وتُمد البيانات المعينة عمليا عند درجات حرارة منخفضة إلى درجة الصفر المطلق باستخدام نموذج ديباي.
نرمز للإنتروبيا عند درجة الصفر المطلق بالرمز S0 وعندما تكون مساوية للصفر. ولتعيين الإنتروبيا عند درجة حرارة معينة نقوم بتعيين المساحة تحت منحنى الإنتروبيا بين الصفر المطلق ودرجة الحرارة المطلوبة، فتكون مساوية لها. ومع أن نموذج ديباي يعطي Cv بدلا عن Cp,
فإن الفرق بينهما عند درجات حرارة قريبة من الصفر المطلق (0 كلفن) يكون صغيرا جدا ويمكن اهماله.
نرمز للقيمة المطلقة لإنتروبيا مادة في حالتها القياسية عند درجة الحرارة القياسية 298.15 كلفن (25 درجة مئوية) بالرمز S°298. وتزداد الإنتروبيا بارتفاعل درجة الحرارة ويختل عند درجة تحول طوري. ويكون التغير في الإنتروبي (ΔS°) عند درجة تحول الطور العادية مساويا لحرارة التحول مقسومة على درجة حرارة التحول (أي أن التغير في الإنتروبيا عند تحول المادة من الحالة الصلبة إلى الطور السائل مثلا يكون مساويا لحرارة الانصهار/ درجة الانصهار). وطبقا لتعريف النظام الدولي للوحدات يقاس الإنتروبي بوحدة جول/(مول.كلفن)، [أي جول/مول/كلفن ].
التغير القياسي لإنتروبي تكوين مركب كيميائي من عناصره أو لأي تفاعل كيميائي يمثل بالرمز ΔS°form أو ΔS°rx. ونحصل على تغير الإنتروبي عن طريق حساب مجموع الإنتروبي القياسي للناتج مطروحا منها مجموع الإنتروبي القياسي للمواد المتفاعلة.
ومثل طاقة جيبس الحرة G كمثل الإنثالبي حيث لا يصعب الحصول على قيمتها المطلقة، ويهمنا فقط معرفة التغير في قيمة G ، فهذ يكفي لاستنتاج مسيرة عملية ترموديناميكية.
وعلاوة على ذلك فلا يحدث تغير لطاقة جيبس الحرة G أثناء تحول الطور لمادة في حالتها القياسية. وعلى ذلك فنطبق طاقة جيبس باستخدام قاعدة البيانات الترموديناميكية ونعين تغيرها خلال تكوين مركب كيميائي من عناصره في حالتهم القياسية، أو لأي تفاعلات كيميائية قياسية (ΔG°form or ΔG°rx).
تعطي وحدات طاقة جيبس الحرة بوحدات الإنثالبي، أي جول/مول، طبقا للنظام الدولي للوحدات.
- (أنظر أيضا حساب الإنتروبيا واستخدام الجداول)

### معادلات للحساب
تحتوي قوائم البيانات الترموديناميكية أيضا على بعض الدوال الترموديناميكية تساعد على الحساب. وعلى سبيل المثال فيعرف الإنتالبي المطلق لمادة (H(T بواسطة إنثالبي تكوينها ومحتواها الحراري:
بالنسبة إلى أحد العناصر تكون (H(T) و[HT - H298] متساويتين عند جميع درجات الحرارة، بسبب أن ΔH°form مساوية للصفر، وبالتالي تكون H(T) = 0 أيضا عند 298 كلفن.
وبالنسبة إلى مركب تنطبق المعادلة:
-(أنظر قانون هس)
وبالمثل تعرف طاقة جيبس الحرة المطلقة (G(T بواسطة الإنثالبي المطلق والإنتروبي لمادة ما:
وبالنسبة لمركب كيميائي:
كما تحتوي بعض القوائم على «دالة طاقة جيبس» H°298.15 – G°T)/T) التي تُعرف بواسطة الإنتروبي والمحتوى الحراري.
وتتساوي وحدة دالة طاقة جيبس ووحدة الإنتروبي (أي تكون الوحدة جول/مول/كلفن)، ولكن بخلاف الإنتروبي فلا يقفز منحنى طاقة جيبس عند درجة تحول الطور العادية.
كما نجد في القوائم مقادير اللوغاريتمات العشرية log10
لثوابت التوازن Keq
والتي يمكن حسابها بواسطة المعادلة الترموديناميكية التالية: